# Lijst van Friese literaire tijdschriften
Een overzicht van tijdschriften die zijn gespecialiseerd in de Friese literatuur. 
- Doar
- Erosmos
- Farsk
- For hûs en hiem
- Forjit my net
- Frisia
- Frisica nova

- De Golle
- Go-gol
- Hjir
- Iduna
- Kistwurk
- Lyts Frisia
- De Moanne / Trotwaer

- De Nije Eamelsek
- Noost
- De Strikel
- De Teannewâdder
- De Tsjerne
- Quatrebras
- De Vrije Fries